# Bertil Bothén
Bertil Bothén (ur. 14 lipca 1892 w Göteborgu, zm. 23 marca 1966 tamże) – szwedzki konstruktor jachtów i żeglarz, olimpijczyk.
Na regatach rozegranych podczas Letnich Igrzysk Olimpijskich 1912 wystąpił w klasie 10 metrów zajmując 4 pozycję. Załogę jachtu Marga tworzyli również Erik Waller, Arvid Perslow, Erik Lindén, Wilhelm Forsberg i Björn Bothén.
Zaprojektował wiele jachtów.
Brat Björna Bothéna.